# Línea Empalme-La Zarza
La línea Empalme-La Zarza fue un ramal ferroviario que enlazaba las instalaciones de la mina de La Zarza con la vía general del ferrocarril de Tharsis, en la provincia de Huelva (España). Esta pequeña línea férrea estuvo operativa entre 1888 y 1992, y su tráfico principal fue de mercancías. El trazado tenía una longitud de unos 30 kilómetros y poseía un ancho de 1220 milímetros.

## Historia
En la década de 1880 se construyó un ramal que enlazase las instalaciones de la mina de La Zarza con la vía general del ferrocarril de Tharsis para dar salida al mineral extraído hasta la ría de Huelva. Las obras, emprendidas por la Tharsis Sulphur and Copper Company Limited, fueron más complejas que en la vía general por los accidentes geográficos que predominaban en la comarca. El nuevo trazado fue abierto al servicio en 1888. Su entrada en servicio significó que el tráfico de mineral en todo el ferrocarril aumentase considerablemente. De hecho, la actividad en este tramo se centró principalmente en la circulación de trenes de mercancías. En mayo de 1991 el ramal fue cerrado al tráfico debido a la fuerte crisis que atravesaban las minas, siendo clausurado en 1992. Finalmente, en 1996 el trazado sería desmantelado para permitir la construcción de una carretera en la zona.

## Trazado y características
La línea presentaba un perfil duro debido a la orografía de la zona, con pendientes de hasta 22 milésimas, por lo que fue necesario realizar numerosas obras de fábrica y construir tramos en trinchera. Llegaron a construirse una veintena de puentes y pontones, de entre los cuales destacaba el viaducto sobre el arroyo Cascabelero por su longitud (136 metros). A lo largo del trazado se levantaron una serie de estaciones intermedias —Villanueva de las Cruces, El Jaroso, La Zarza—, enfocadas más a regular el tráfico de los trenes que transitaban. La conexión con la vía general se producía en la denominada estación de Empalme, que pasó a convertirse en un nudo ferroviario. El trazado empleaba un ancho de 1220 milímetros, caso excepcional en España.